# Pyrenula cubana
Pyrenula cubana är en lavart som först beskrevs av Johannes Müller Argoviensis, och fick sitt nu gällande namn av R. C. Harris. Pyrenula cubana ingår i släktet Pyrenula och familjen Pyrenulaceae.   Inga underarter finns listade i Catalogue of Life.